# Tour de França de 1906
El Tour de França de 1906 va ser la quarta edició del Tour de França i es va celebrar entre el 4 i el 29 de juliol de 1906 sobre un recorregut de 4.545 quilòmetres repartits entre 13 etapes. El vencedor va recórrer la distància a una velocitat mitjana de 24,463. Com en edicions anteriors encara hi va haver lloc per a l'engany i el sabotatge durant la cursa. Així, quatre ciclistes foren desqualificats per agafar trens per estalviar-se un tros de camí, mentre alguns espectadors llençaven claus a les carreteres. Amb tot, això no va impedir que René Pottier aconseguís un gran avantatge durant les primeres etapes, alliberat de la tendinitis que l'havia afectat l'any anterior, i que guanyés la cursa de manera clara. Aquesta seria la darrera participació de Pottier al Tour de França, ja que poc després se suïcidaria.

## Canvis respecte al Tour de França de 1905
L'organitzador del Tour, Henri Desgrange, estava content amb el resultat de l'augment del quilometratge en l'edició del 1905 i va decidir incrementar encara més el nombre d'etapes el 1906. Això va permetre seguir gairebé tot el perímetre de França. La introducció d'etapes de muntanya també havia estat un èxit, de manera que el 1906 a banda dels Vosges es van incloure ascensions al Massís de la Chartreuse.

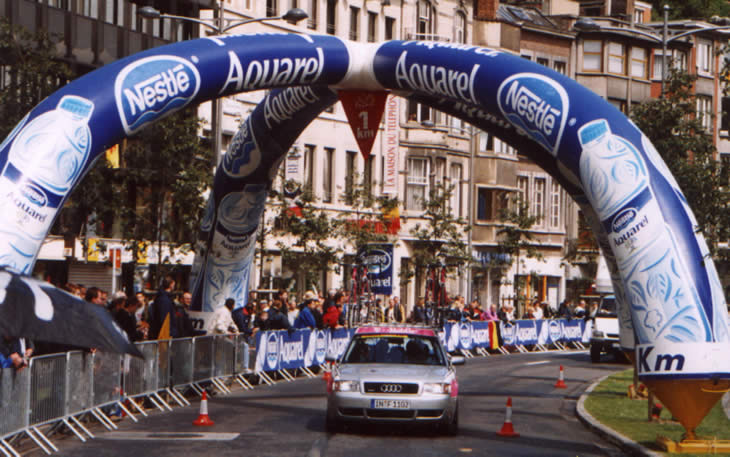
La bandereta vermella, indicadora del darrer quilòmetre d'etapa, va ser introduïda al Tour de França de 1906.

El sistema de punts del Tour de França de 1905 va resultar força positiu per tal de reduir les trampes fetes pels ciclistes, de manera que els organitzadors van decidir tornar-lo a emprar novament el 1906, tot i que amb alguns canvis: mentre el 1905 les diferències de temps tenien algun efecte en la distribució dels punts, el 1906 les diferències de temps no eren compatibilitzades, i els punts només es donaven amb l'ordre en què finalitzaven l'etapa els ciclistes. El guanyador de l'etapa rebia un punt, el segon ciclista dos punts i així successivament. En finalitzar la vuitena etapa, sols quedaven en competició 16 ciclistes, i els resultats de les primeres vuit etapes es van tornar a calcular, tenint en compte només els ciclistes que quedaven, redistribuint-se els punts entre els ciclistes restants d'acord amb les seves posicions en aquelles etapes.
La primera etapa finalitzava a Lilla, mentre la segona començava a Douai, sent la primera vegada en què una etapa no començava on havia finalitzar l'anterior. A més, per primera vegada, el Tour va circular durant 75 quilòmetres per carreteres de fora de França, ja que en la segona etapa es va visitar Alsàcia-Lorena, en aquells anys part de l'imperi Alemany. El 1906 també va ser l'any en què es va introduir la bandera vermella que indica als ciclistes l'entrada en el darrer quilòmetre i, en l'arribada es pintaria a terra una línia blanca per assenyalar el lloc exacte del final d'etapa i evitar dubtes.

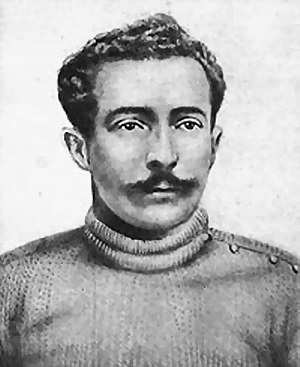
René Pottier, vencedor del Tour de França de 1906

## Participants
100 ciclistes es van inscriure per participar en la carrera, però sols 76 d'ells van prendre la sortida. Un dels absents va ser Henri Cornet, vencedor del Tour de França de 1904. Dels 76, quatre eren belgues, un luxemburguès (el posterior vencedor François Faber), un alemany i la resta francesos. Louis Trousselier, guanyador del Tour de França de 1905, defensaria el títol. Els ciclistes no corrien agrupats equips, però alguns ciclistes compartien patrocinador, tot i que no se'ls va permetre treballar junts. Abans de començar la carrera els principals favorits eren Cadolle, Aucouturier, Georget, Pottier, Trousselier, Dortignac i Petit-Breton.
Com el 1905, els ciclistes es van dividir en dues categories: els coureurs de vitesse i els coureurs sur machines poinçonnées, en què als ciclistes de la primera categoria se'ls permetia canviar les bicicletes, cosa que podia ser un avantatge a les muntanyes, on podrien utilitzar una bicicleta amb marxes més curtes. El 1905 els patrocinadors no s'havien mostrat entusiastes amb la introducció dels seus ciclistes en la categoria dels poinçonnées, però el 1906 s'havien adonat que era bo per la marca comercial tenir ciclistes en la categoria dels poinçonnées, perquè per la majoria de francesos podien identificar-se amb ells. El 1906 més de la meitat dels ciclistes van inscriure's en la categoria poinçonnées, entre els quals destacava Lucien Petit-Breton, un dels favorits.

## Desenvolupament de la cursa

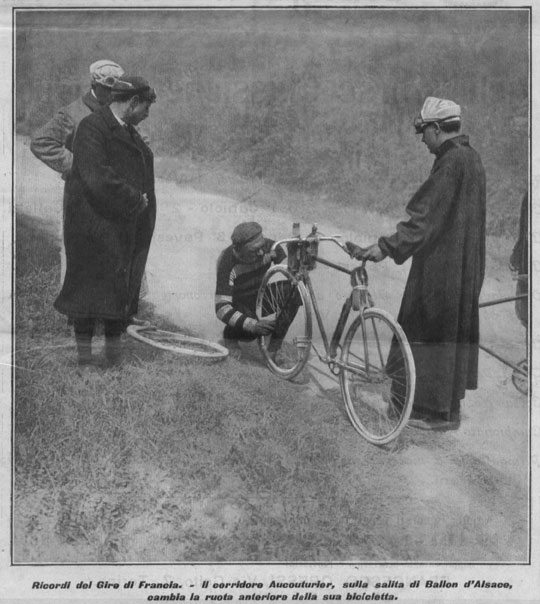
Hippolyte Aucouturier arreglant un pneumàtic.

Com en anys anteriors alguns espectadors van tractar d'ajudar els seus ciclistes preferits tot perjudicant als seus adversaris. En la primera etapa es van llançar claus a la carretera, i tots els ciclistes exceptuant Lucien Petit-Breton punxaren. Aquesta etapa va ser guanyada per Emile Georget a l'esprint. En la segona etapa René Pottier, que havia demostrat les seves qualitats d'escalador en l'edició anterior, i era el principal favorit es va veure obligat a aturar-se durant 58 minuts per una avaria mecànica quan es duien disputats 175 km d'etapa. Mentrestant els rivals van treballar plegats per allunyar Pottier, però després d'una persecució de 200 quilòmetres els acabà atrapant a manca de 25 quilòmetres per l'arribada. Poc després els deixava enrere i guanyava amb un marge d'1' 30" sobre Petit-Breton i més de 9 minuts sobre la resta.

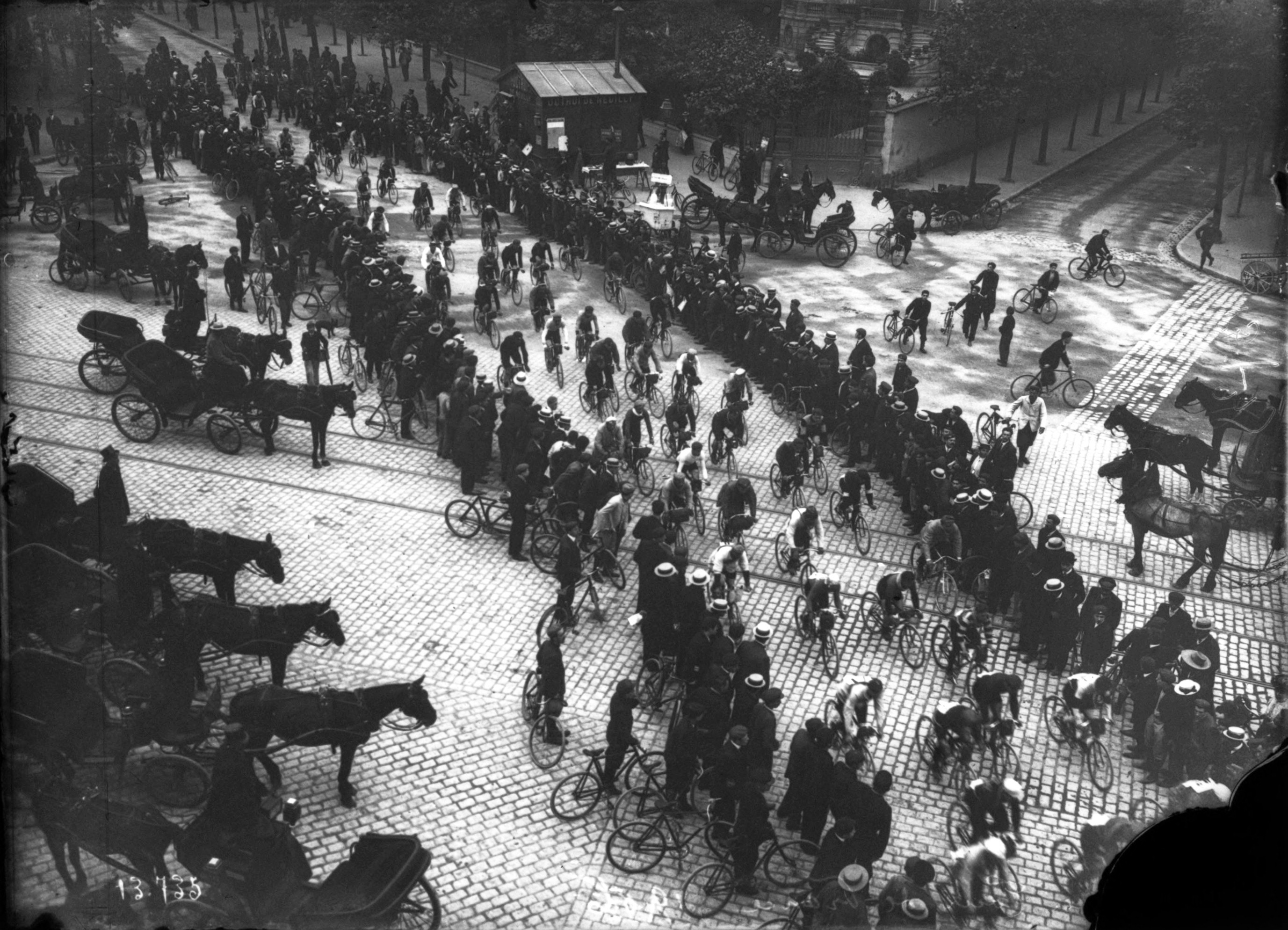
El Tour de 1906 creuant un poble.

En la tercera etapa, quatre ciclistes (Julien Gabory, Henri Gauban, Gaston Tuvache i Maurice Carrere) foren desqualificats per agafar un tren. El Ballon d'Alsace, que havia estat el primer gran port de muntanya al Tour de França en l'edició anterior, es va tornar a pujar. Com en l'any anterior, Pottier fou el primer a superar-lo. L'etapa també va ser guanyada per Pottier, amb més de 45 minuts d'avantatge sobre els immediats perseguidors.
Pottier també va guanyar la quarta etapa. En la cinquena etapa, que Pottier liderava amb prop d'una hora d'avantatge a mitja etapa, una llegenda explica que Pottier va entrar en un bar i va demanar una ampolla de vi, la qual quasi s'acaba tot sol. Quan va veure els primers perseguidors que passaven per davant del bar Pottier va tornar a pujar a la bicicleta, per acabar tornant a guanyar l'etapa.
En aquest punt Pottier dominava amb tota seguretat la classificació general. El guanyador del Tour de França de 1905, Louis Trousselier, havia tingut una mala primera meitat del Tour, i es trobava molt enrere en la classificació. Trousselier va recuperar el seu bon nivell de forma durant la segona part del Tour, tot guanyant la setena, novena, desena i onzena etapes, i lluitant per la segona posició que ocupava Georges Passerieu. Passerieu va defensar la seva posició guanyant la dotzena etapa. En la darrera etapa Pottier va mostrar la seva força en guanyar l'etapa en arribar escapat junt amb Passerieu a París.

## Resultats

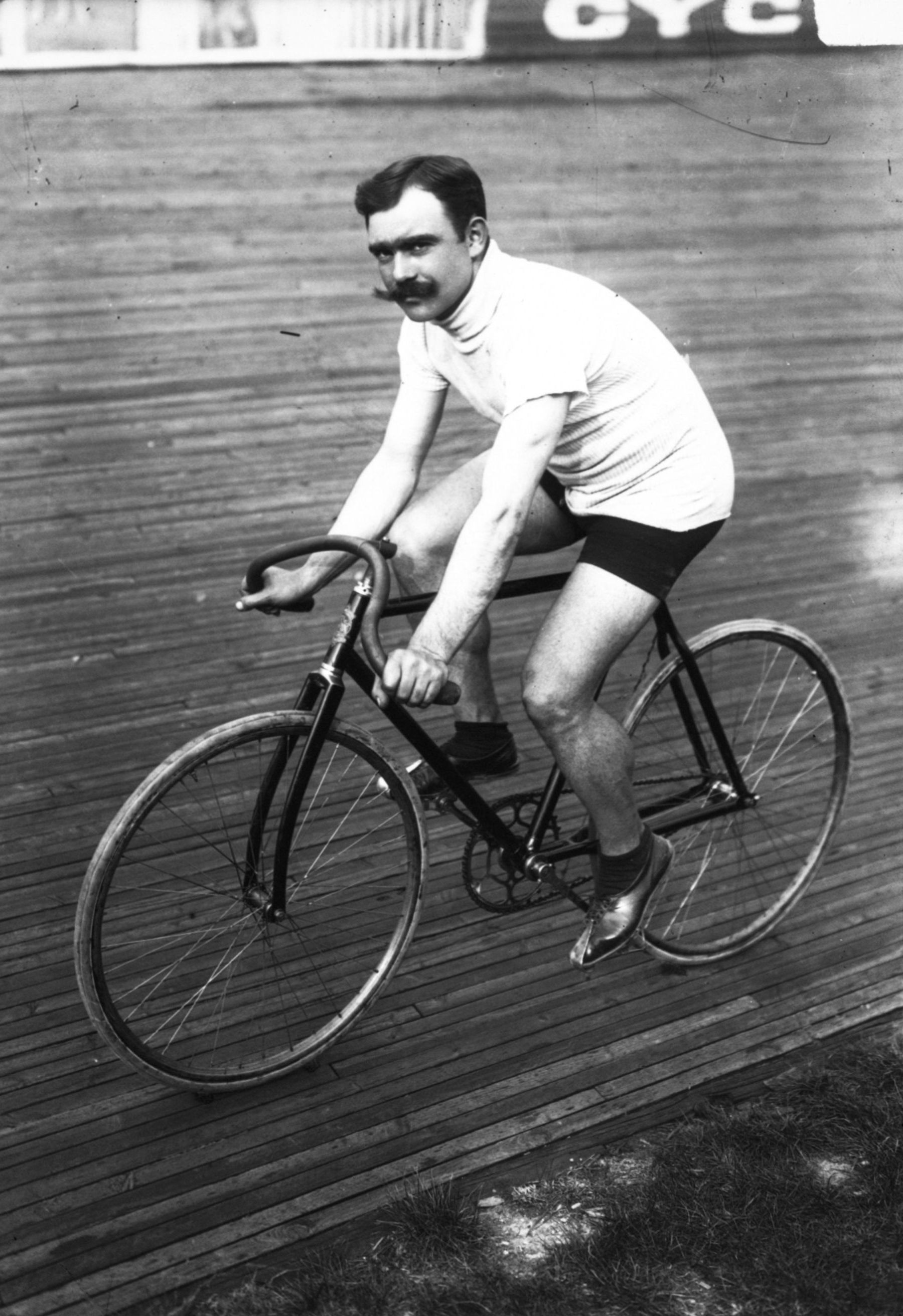
Louis Trousselier, vencedor de quatre etapes del Tour de França de 1906.

### Etapes
En finalitzar la 13a etapa, la cursa va continuar amb dues voltes d'exhibició cronometrades al Velòdrom a París, el resultat de les quals no es va tenir en compte per a la classificació general. El guanyador va ser Emile Georget, que va acabar els 1.332 metres en 2' 07" 20.
| Etapa | Data         | Recorregut        | Km  | Vencedor d'etapa               | Líder de la general |
| ----- | ------------ | ----------------- | --- | ------------------------------ | ------------------- |
| 1     | 4 de juliol  | París - Lilla     | 275 | Émile Georget (FRA)            | Émile Georget (FRA) |
| 2     | 6 de juliol  | Douai - Nancy     | 400 | René Pottier (FRA)             | René Pottier (FRA)  |
| 3     | 8 de juliol  | Nancy - Dijon     | 416 | René Pottier (FRA)             | René Pottier (FRA)  |
| 4     | 10 de juliol | Dijon - Grenoble  | 311 | René Pottier (FRA)             | René Pottier (FRA)  |
| 5     | 12 de juliol | Grenoble - Niça   | 345 | René Pottier (FRA)             | René Pottier (FRA)  |
| 6     | 14 de juliol | Niça - Marsella   | 292 | Georges Passerieu (FRA)        | René Pottier (FRA)  |
| 7     | 16 de juliol | Marsella - Tolosa | 480 | Louis Trousselier (FRA)        | René Pottier (FRA)  |
| 8     | 18 de juliol | Tolosa - Baiona   | 300 | Jean-Baptiste Dortignacq (FRA) | René Pottier (FRA)  |
| 9     | 20 de juliol | Baiona - Bordeus  | 338 | Louis Trousselier (FRA)        | René Pottier (FRA)  |
| 10    | 22 de juliol | Bordeus - Nantes  | 391 | Louis Trousselier (FRA)        | René Pottier (FRA)  |
| 11    | 24 de juliol | Nantes - Brest    | 321 | Louis Trousselier (FRA)        | René Pottier (FRA)  |
| 12    | 26 de juliol | Brest - Caen      | 415 | Georges Passerieu (FRA)        | René Pottier (FRA)  |
| 13    | 29 de juliol | Caen - París      | 259 | René Pottier (FRA)             | René Pottier (FRA)  |

### Classificació general
Cent ciclistes es van inscriure per particiàr al Tour de França de 1906, però sols 76 van prendre la sortida. D'aquests, sols 49 acabaren la primera etapa, 37 la segona, 29 la tercera i 16 la vuitena. A partir d'aquest moment els punts atorgats en les primeres vuit etapes foren redistribuïts entre els ciclistes que quedaven d'acord amb les seves posicions en aquelles etapes. Sols 14 ciclistes van acabar la cursa.
| Classificació General              | Classificació General     | Classificació General | Classificació General |
| Pos.                               | Ciclista                  | Patrocinador          | Punts                 |
| ---------------------------------- | ------------------------- | --------------------- | --------------------- |
| 1                                  | René Pottier (FRA)        | Peugeot               | 31                    |
| 2                                  | Georges Passerieu (FRA)   | Peugeot               | 39                    |
| 3                                  | Louis Trousselier (FRA)   | Peugeot               | 61                    |
| 4                                  | Lucien Petit-Breton (FRA) | Peugeot               | 65                    |
| 5                                  | Émile Georget (FRA)       | Alcyon–Dunlop         | 80                    |
| 6                                  | Aloïs Catteau (BEL)       | Alcyon–Dunlop         | 129                   |
| 7                                  | Édouard Wattelier (FRA)   | Labor                 | 137                   |
| 8                                  | Léon Georget (FRA)        | Alcyon–Dunlop         | 152                   |
| 9                                  | Eugène Christophe (FRA)   | Labor                 | 156                   |
| 10                                 | Anthony Wattelier (FRA)   | Alcyon–Dunlop         | 168                   |
| 84 corredors, 14 acabaren la cursa |                           |                       |                       |

### Altres classificacions
Lucien Petit-Breton fou el vencedor entre la categoria de coureurs sur machines poinçonnées, que havien de dur la mateixa bicicleta durant tota la cursa.
Els organitzadors del diari L'Auto anomenaren René Pottier el meilleur grimpeur, el millor escalador. Aquest títol no oficial és el predecessor de la classificació de la muntanya.

## Després de la cursa
Els organitzadors del Tour no van fer gaires canvis en les regles ni en la ruta per ales següents edicions del Tour. El sistema de punts revisat es va mantenir d'aquesta manera fins al 1911, sent modificat una mica el 1912 per ser reemplaçat pel sistema de temps a partir de 1913. La bandereta vermella indicant el darrere quilòmetre encara és vigent en l'actualitat en la majoria de curses ciclistes.
René Pottier no va defensar el seu títol al Tour de França de 1907, ja que a primers de 1907 se suïcidaria en descobrir que la seva dona havia tingut una aventura amorosa mentre ell corria el Tour. Per honrar els èxits de Pottier al Ballon d'Alsace es va erigir un monument al cim d'aquell coll.